# Los Quinquelles

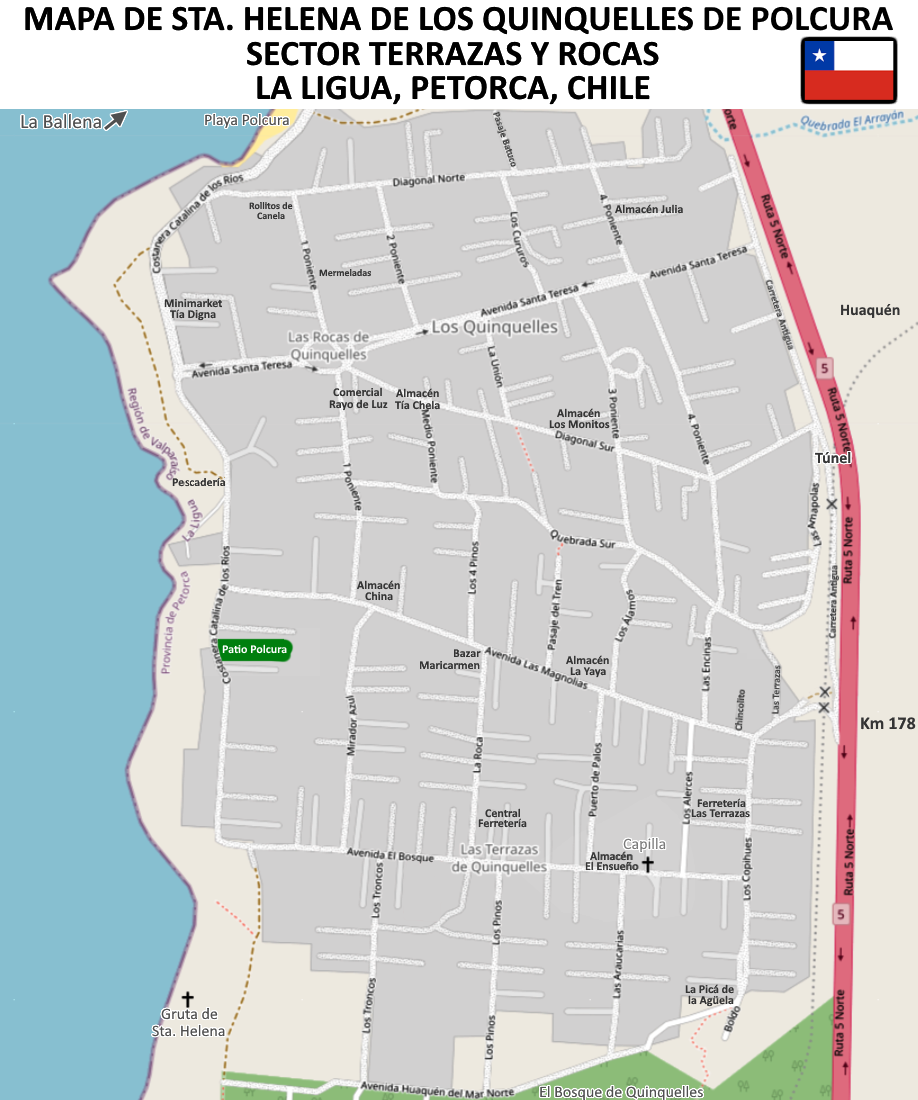
Mapa de Santa Helena de Los Quinquelles de Polcura, La Ligua, Petorca, Chile.

Los Quinquelles (anteriormente conocida como Polcura) es una localidad rural chilena. Pertenece a la comuna de La Ligua, provincia de Petorca, región de Valparaíso que se ubica entre los balnearios Pichicuy ( al sur) y Los Molles  (al norte).
Se conecta con el resto del país a través de la Carretera Panamericana, el pueblo se encuentra en el kilómetro 178 de la ruta 5 Norte.
Esta localidad es conocida por tener en su mayoría casas de verano y sus dueños principalmente son del exterior del pueblo. Después de la pandemia mundial de COVID-19, se vio el aumento explosivo de residentes.
El agua potable es distribuida a través de camiones aljibe al encontrarse el sistema hidráulico deshabilitado debido a la crisis hídrica en la cuenca del río Petorca. Existe una planta desalinizadora en la localidad de uso exclusivo para los residentes permanentes.
La comisaría de Carabineros más cercana se encuentra en Los Molles.
No posee colegios, por los que es un escenario difícil para niños, adolescentes y jóvenes residentes.
Limita al norte con la localidad de La Ballena en la quebrada El Arrayán.
En el sector de Las Terrazas se encuentra la capilla Nuestra Señora de los Rayos.

## Flora
En todo el sector se pueden encontrar varias especies autóctonas de cactus, en especial el quisco costero y en el borde costero Copao. Rica floración en primavera especialmente de Añañucas, Dedal de oro, y múltiples flores silvestres

## Sectores
El pueblo de Los Quinquelles se encuentra dividido en varios sectores:
- Playa Quinquelles o Caleta Polcura
- Rocas de Quinquelles
- Terrazas de Quinquelles
- Bosque de Quinquelles o Paraíso de Quinquelles
- Huaquén del Mar

## Historia
Durante el periodo precolombino la zona fue frecuentada por indígenas nómades de la cultura Huentelauquén y posteriormente por Picunches.
Tras la conquista de Chile, durante el período hispánico, el lugar pasa a ser propiedad de Catalina de los Ríos y Lisperguer, también conocida como «La Quintrala».
Tras la independencia, ya en el período republicano pasa a ser parte de la hacienda Huaquén y se planta trigo, además de que se trajeron cabras y algunos corderos.
Posteriormente se empiezan a vender terrenos parcelados y se empieza a formar lo que hoy se conoce como Los Quinquelles, anteriormente conocido como «Polcura» (palabra proveniente del mapudungun que significa «piedra amarilla»), al sector al sur de La Ballena (localidad comúnmente confundida con Quinquelles).
Durante el siglo XXI aumenta la densidad poblacional del lugar. Se subdivide en tres zonas Playa, Rocas de Quinquelles y Terrazas de Quinquelles, creándose juntas de vecinos  separadas en el sector de Playa, Rocas y otra en Terrazas. En 2021 se funda la «brigada ecológica Los Quinquelles» con personalidad jurídica y otras agrupaciones como «Club de Lola», quienes se preocupan de rescatar mascotas en abandono y darles el tratamiento adecuado buscándole un hogar. Existen múltiples almacenes y emporios que funcionan todo el año y en época de verano un minimarket, facilitando así las compras para residentes y veraneantes. El transporte público es muy irregular, concesionado y mínimo, uno a dos viajes diarios de Quinquelles a La Ligua, dejando aun aislado a la mayoría de los residentes que no poseen vehículos propios.
Anteriormente el pueblo fue abastecido con agua potable a través de cañerías, por diversas razones  el agua empezó a escasear, por lo que actualmente la localidad depende de camiones aljibes, siendo un recurso muy escaso para los residentes. Declarada zona de emergencia hídrica, a raíz de esta situación el estado abastece a los residentes del mínimo de este recurso a través de la gobernación. Se forman APR, aun con funcionamiento mínimo

## Galería

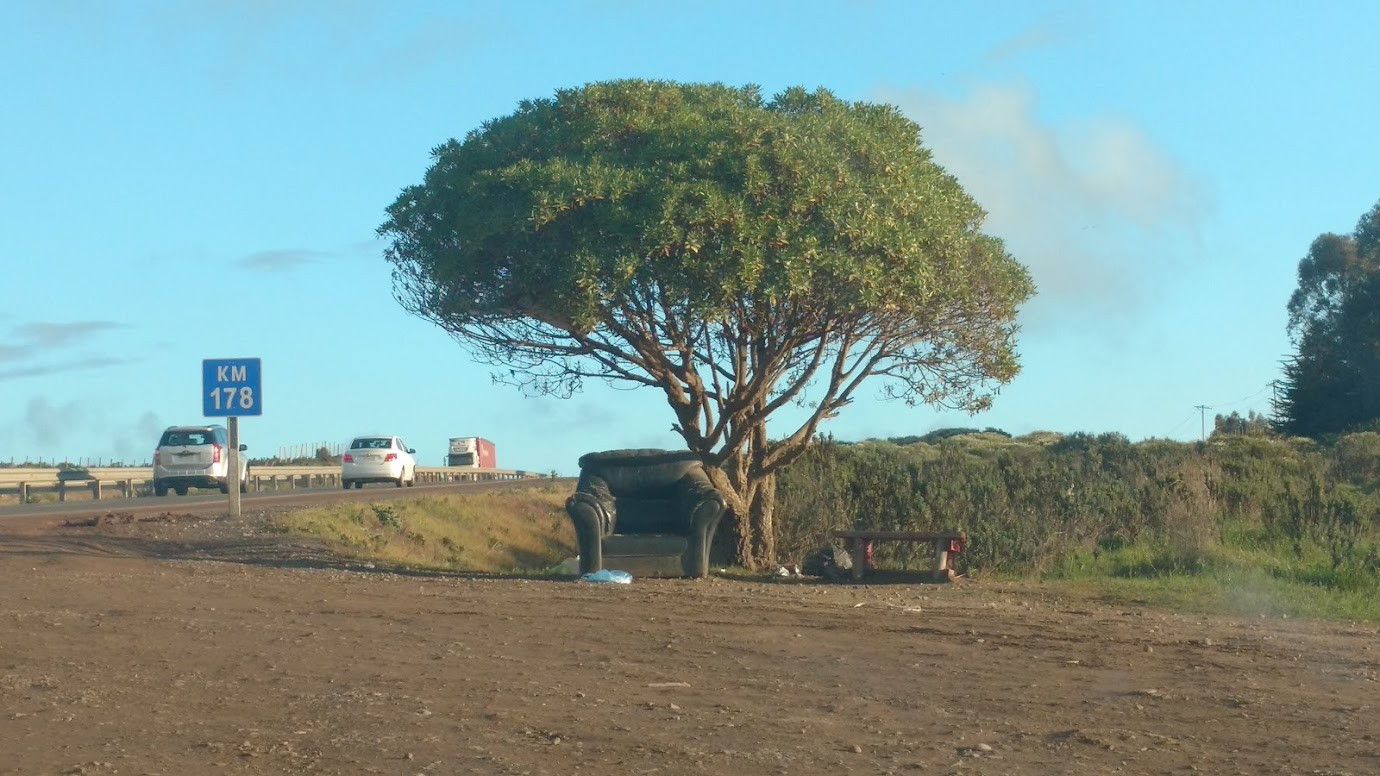
Salida de Los Quinquelles por la ruta 5, kilómetro 178.
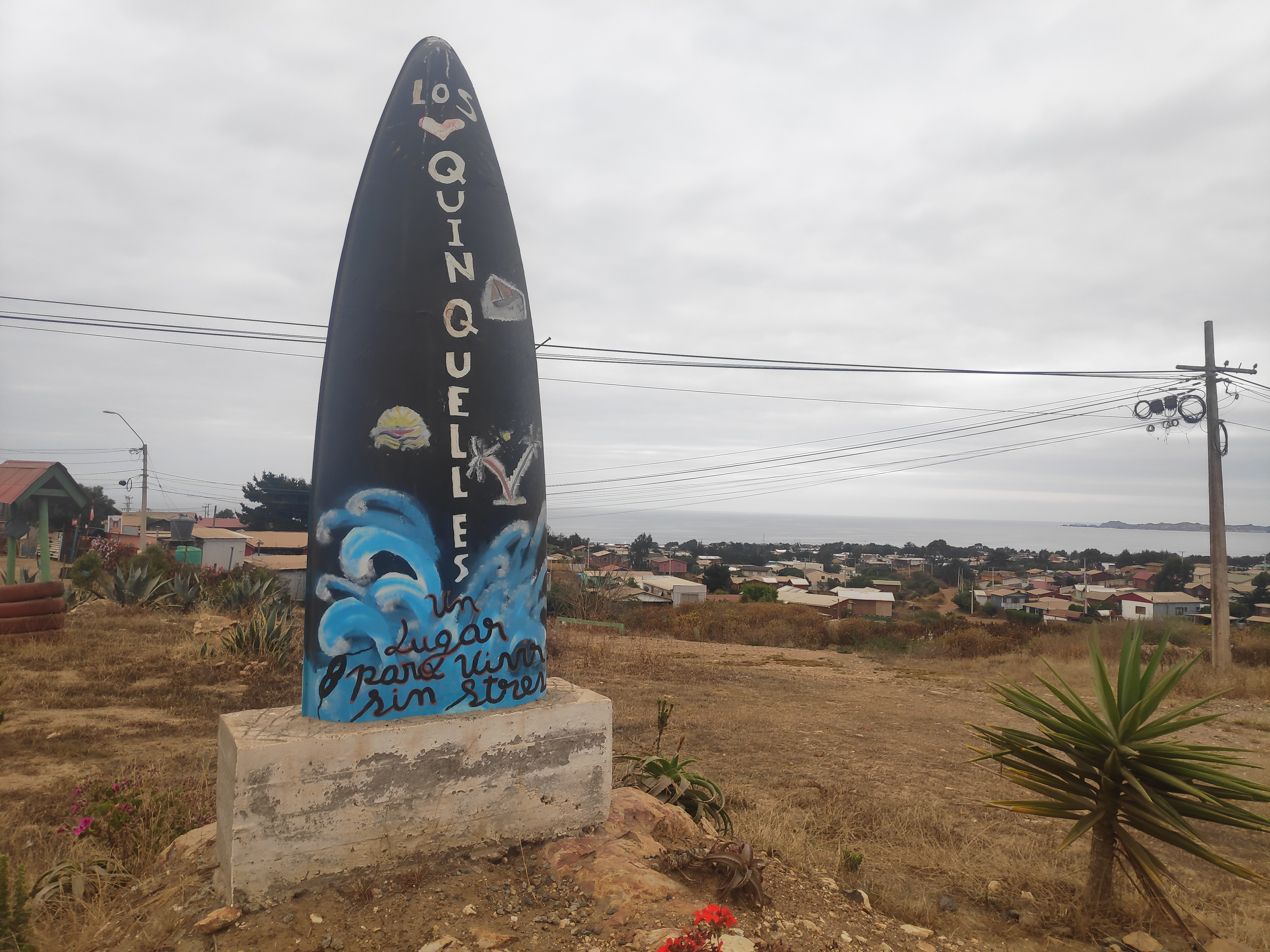
Entrada de Los Quinquelles.
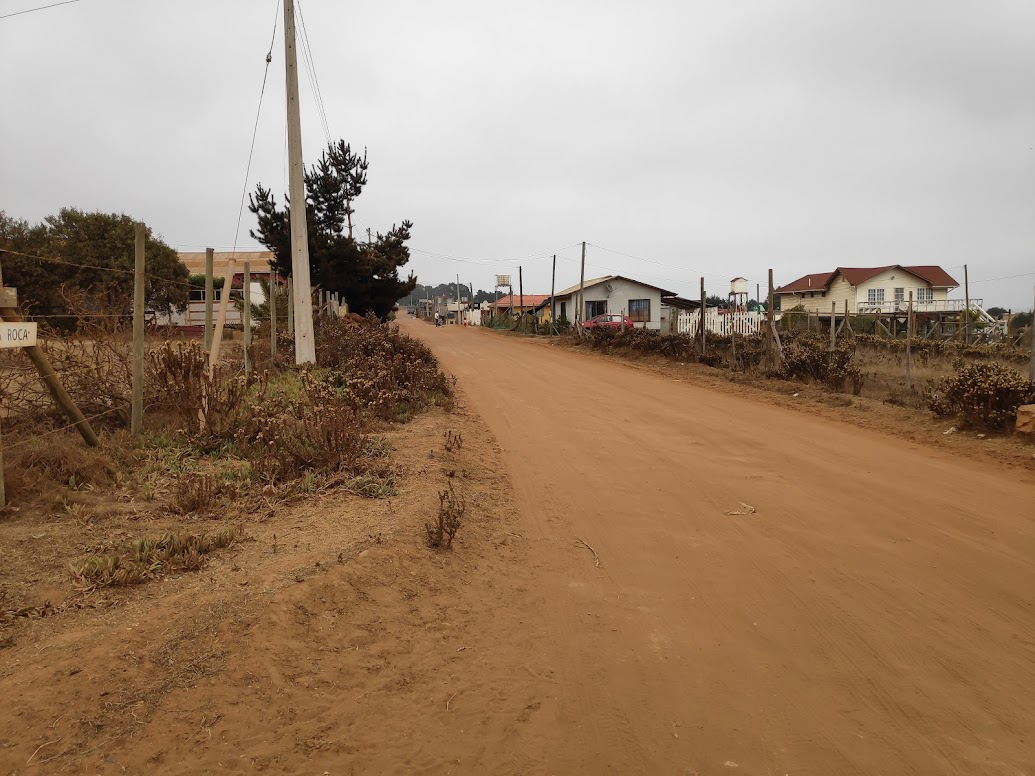
Calle La Roca, en el sector de Las Terrazas de Los Quinquelles.
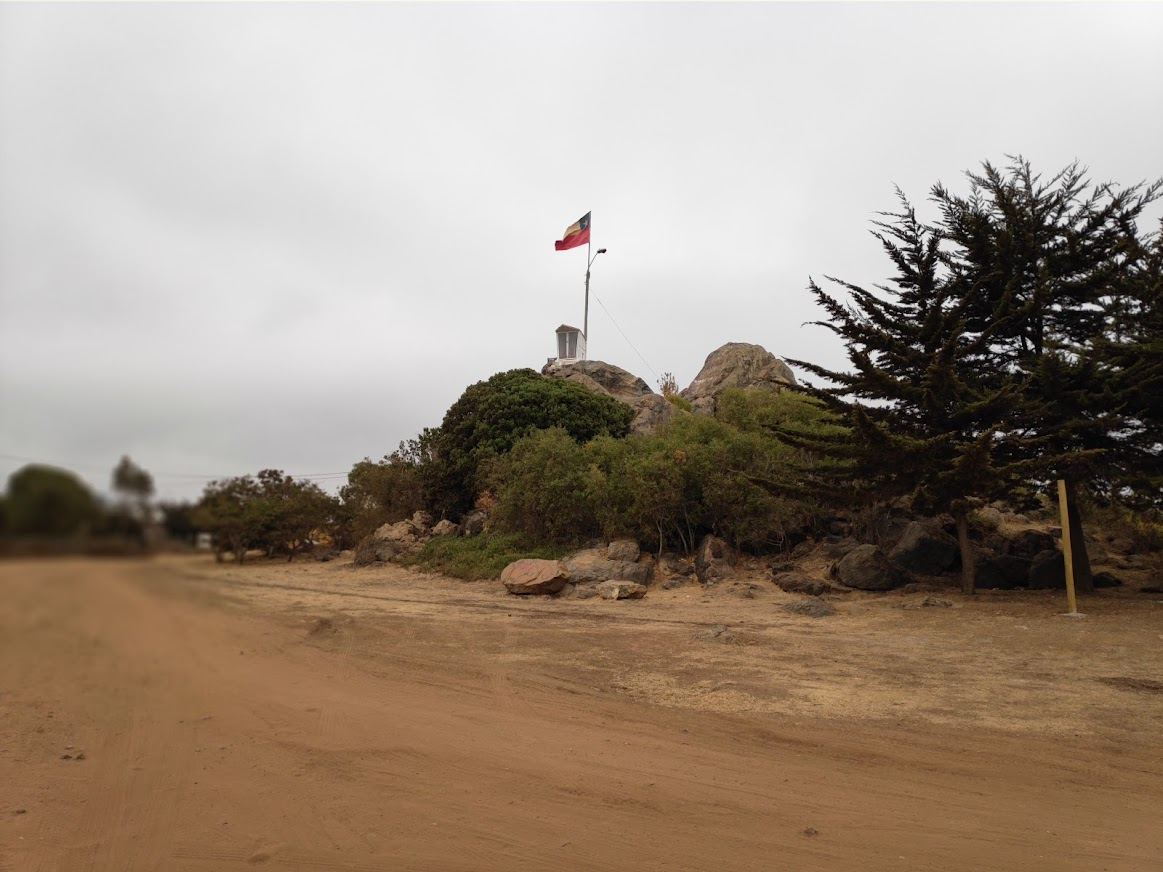
Sector Las Rocas de Quinquelles, Avenida Santa Teresa.
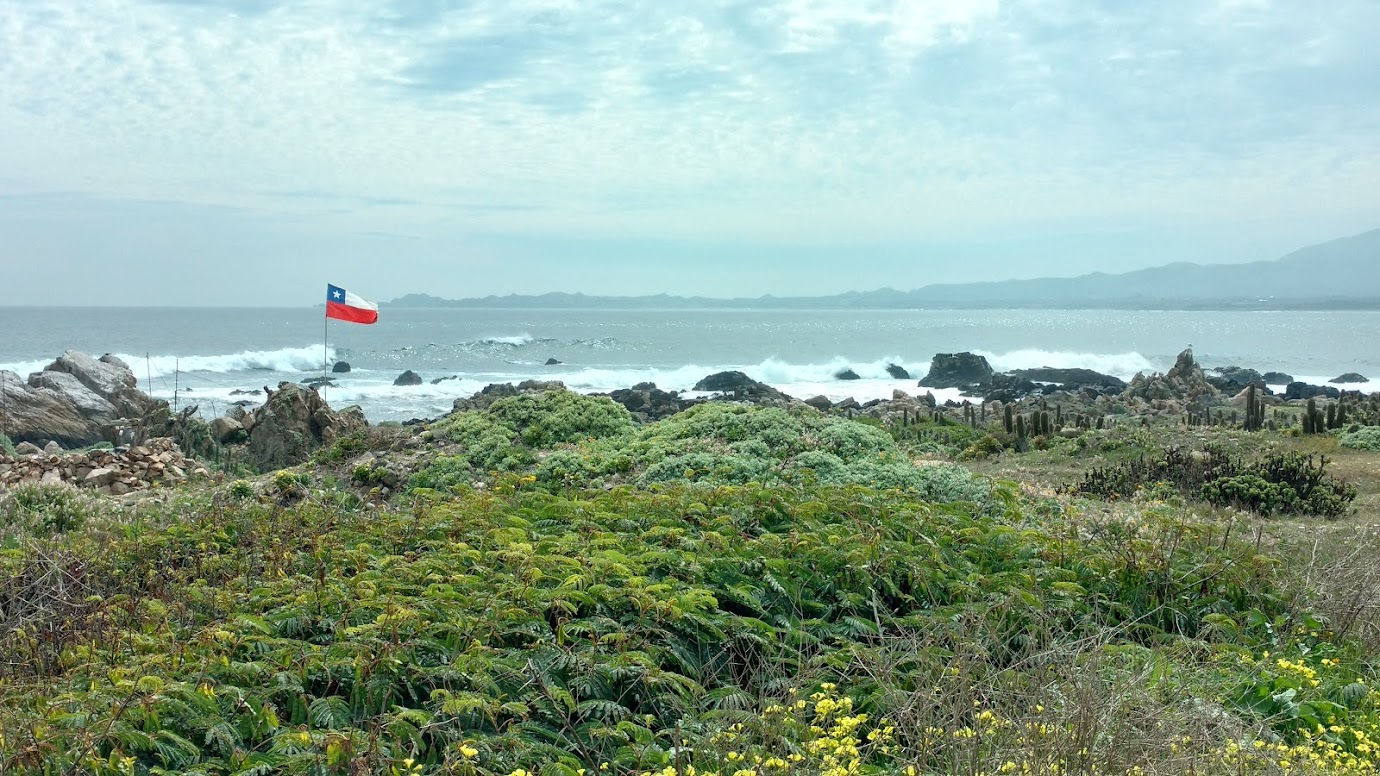
Naturaleza de Los Quinquelles
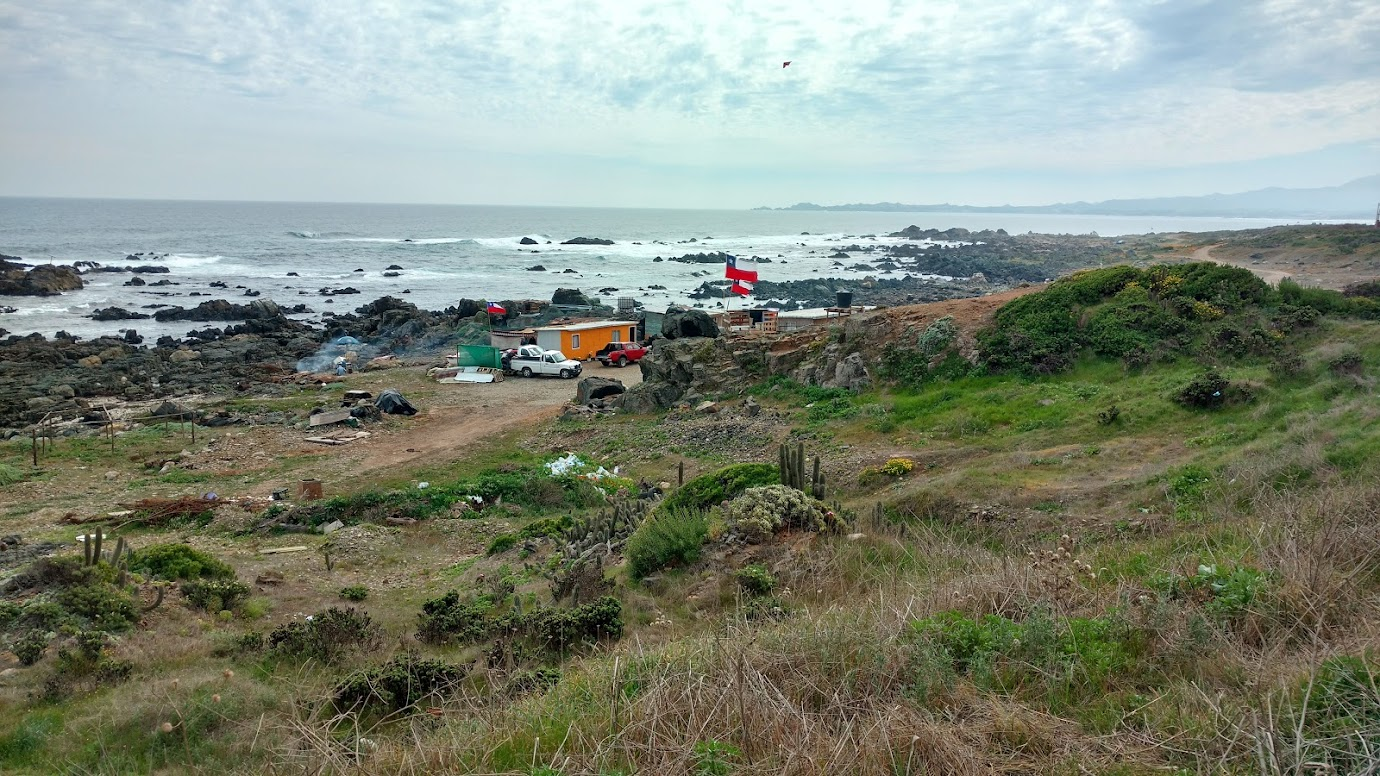
Naturaleza de Los Quinquelles
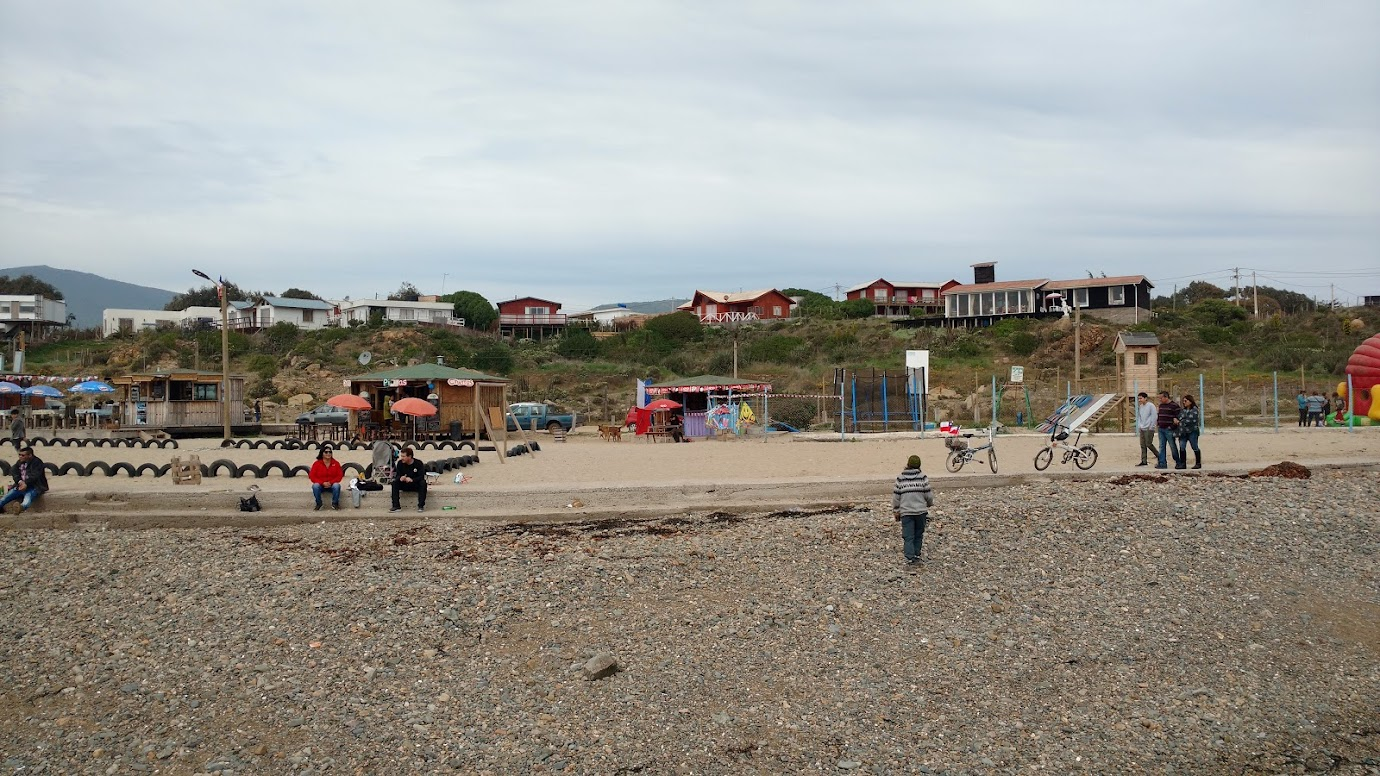
Playa Los Quinquelles
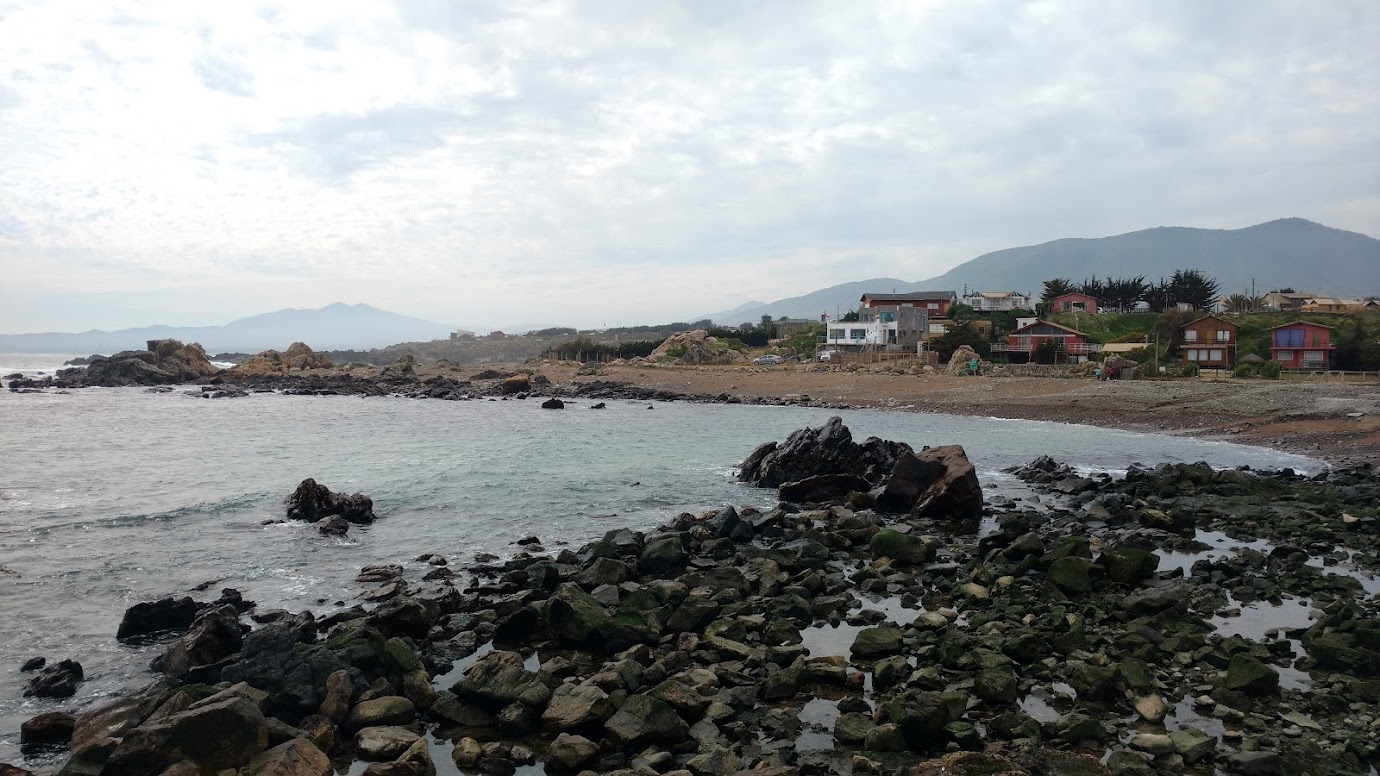
Caleta Los Quinquelles
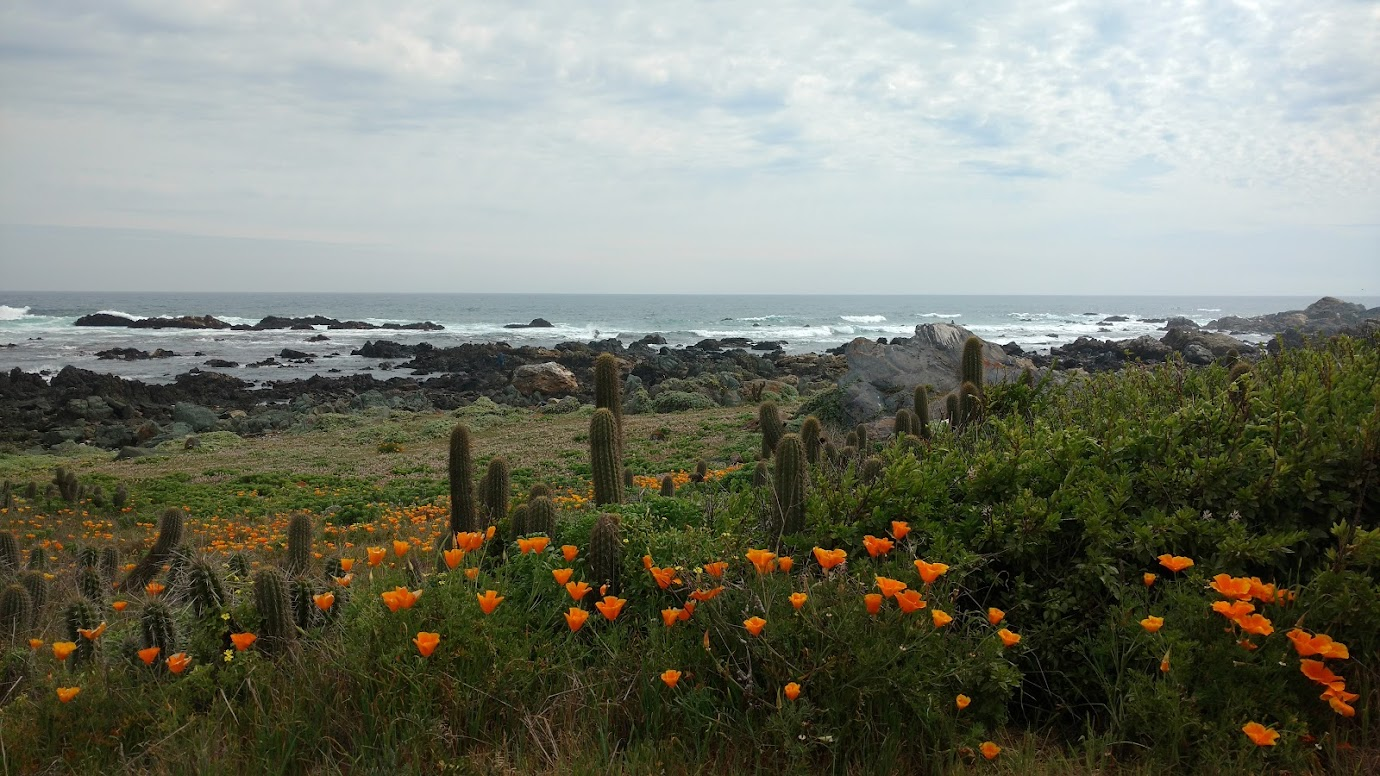
Naturaleza de Los Quinquelles
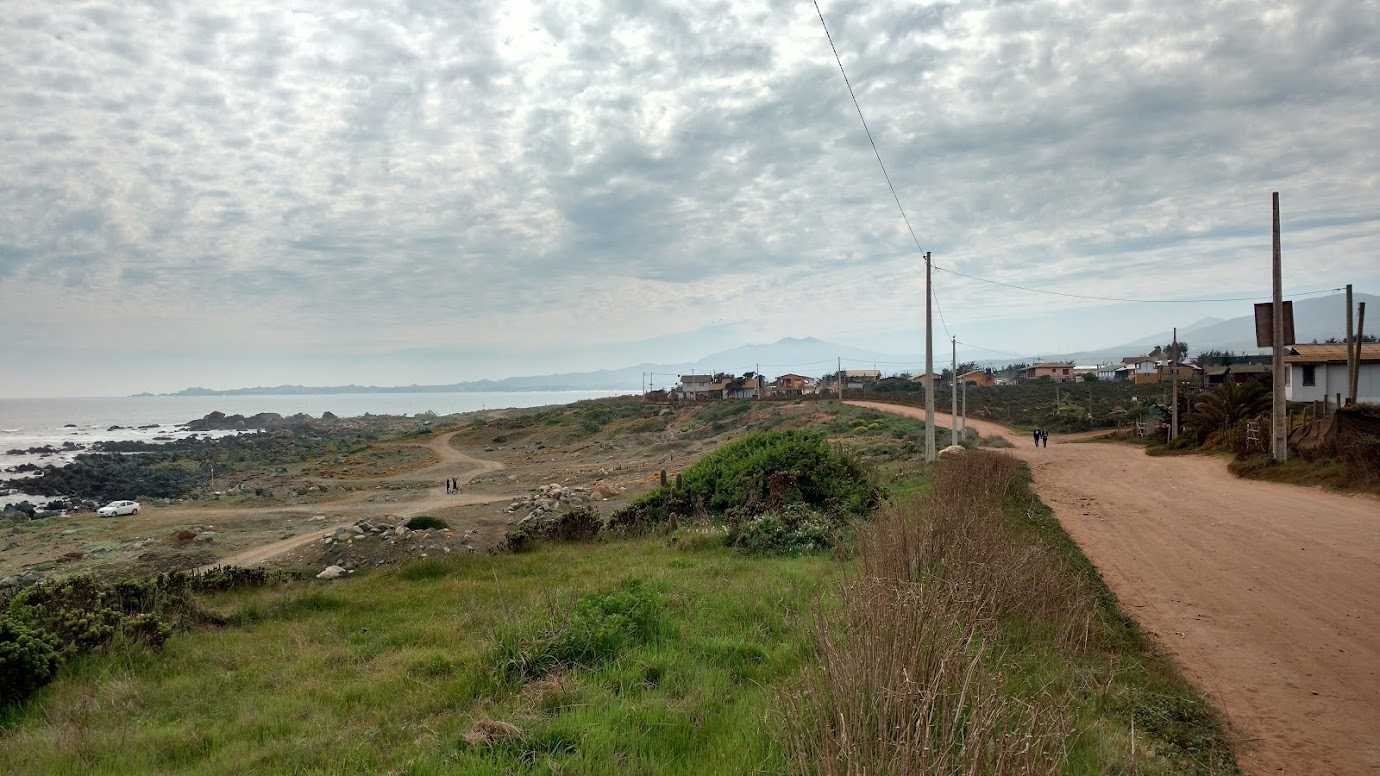
Naturaleza de Los Quinquelles